# Dawn of the East
Dawn of the East er en amerikansk stumfilm fra 1921 af Edward H. Griffith.

## Medvirkende
- Alice Brady som Countess Natalya
- Kenneth Harlan som Roger Strong
- Michio Itō som Sotan
- America Chedister som Mariya
- Betty Carpenter som Sonya
- Harriet Ross som Mrs. Strong
- Sam Kim som Wu Ting